# Мажуолис, Раймундас
Раймундас Мажуолис (лит. Raimundas Mažuolis; род. 9 марта 1972, Вильнюс) — советский, литовский и американский пловец. Серебряный призёр летних Олимпийских игр 1988 в кролевой эстафете 4×100 метров. Бронзовый призёр чемпионата мира 1994, многократный призёр  чемпионатов Европы. Мастер спорта СССР международного класса (1988).
Лучший спортсмен Литвы в 1994 году.
В 1998 году получил гражданство США и эмигрировал. До окончания карьеры представлял США.

## Спортивная карьера

### Летние Олимпийские игры 1988
На Олимпиаде в Сеуле в комбинированной эстафете 4×100 метров Раймундас Мажуолис принял участие в предварительном заплыве, заняв 2-е место, но в финале был заменён. Тем не менее он также получил серебряную медаль.

### Летние Олимпийские игры 1992
На Олимпиаде в Барселоне Раймундас представлял Литву, которая после долгого перерыва дебютировала на Олимпийских играх. Ему была доверена честь нести флаг страны на церемонии открытия Олимпиады. На дистанциях 50 метров и 100 метров кролем он дважды был 10-м.

### Летние Олимпийские игры 1996
На Олимпиаде в Атланте он трижды был 18-м: на дистанциях 50 метров и 100 метров кролем, а также в комбинированной эстафете 4×100 метров. Также он нёс флаг Литвы на церемонии открытия.

### Результаты на летних Олимпийских играх
Зелёным выделены участия в финальных заплывах
| Дистанция                        | 1988 | 1992 | 1996 |
| -------------------------------- | ---- | ---- | ---- |
| 50 метров вольным стилем         | —    | 10   | 18   |
| 100 метров вольным стилем        | —    | 10   | 18   |
| Эстафета 4×100 м вольным стилем  | 2    | —    | —    |
| Комбинированная эстафета 4×100 м | —    | —    | 18   |